# Gyenis Erzsébet
Tildy Zoltánné Gyenis Erzsébet, születési nevén Gyenis Erzsébet Mária Anna (Szekszárd, 1896. augusztus 9. – Budapest, 1985. március 28.) tanító, kisgazda politikus, 1945 és 1946 között országgyűlési képviselő, Tildy Zoltán köztársasági elnök felesége.

## Életpályája
1896-ban értelmiségi családba született Gyenis Antal és Kökényessy Erzsébet lányaként. Apja a Magyarországi Tanácsköztársaság idején a dombóvári direktóriumi tagja volt, s a helyi forradalmi törvényszék elnökeként működött. 1919 augusztusában a kommün bukása után fehér különítményesek több társával együtt kivégezték.
Gyenis Erzsébet 1914. október 14-én házasodott össze Tildy Zoltán református lelkésszel, három gyermekük született: ifj. Tildy Zoltán fényképész (1917–1994), Tildy Erzsébet (1918–2012) és Tildy László (1921–1983).
Tanítónői munkáját a Somogy vármegyei Szennán kezdte meg, majd 1924-től az újonnan megalapított Sylvester Irodalmi és Nyomdai Intézet Rt. pénzügyeit intézte. A német megszállás alatt segített férjének a bujdosásban és Bereczky Alberttel együtt tartotta a kapcsolatot az ellenállási mozgalom vezetőivel.

### Politikai pályafutása
A második világháború befejeztével férjével együtt bekapcsolódott a politikai életbe. 1945. október 7-én tagja lett Budapest törvényhatósági bizottságának. Az 1945-ös nemzetgyűlési választáson a Független Kisgazdapárt Nagy-Budapest listájáról szerzett mandátumot, de február 5-ével mandátumáról lemondott, miután férjét 1946. február 1-én megválasztották köztársasági elnöknek. Helyét Benkő András vette át.
1945 decembere és 1948 decembere között az Országos Szabad-művelődési Tanács tagja volt. Politikai pályája alatt mindvégig aktív tagja volt a nőmozgalomnak; 1945-től a Magyar Nők Demokratikus Szövetségének elnökeként működött, majd 1947 és 1948 között a szervezet díszelnöki tisztét töltötte be. A hadifoglyokat és háborús sérülteket ápoló karitatív mozgalom élére állt, s ő alapította meg a pilisi leányotthont is.
1948 augusztusától osztozott Tildy Zoltán sorsában, akivel egészen 1956. május 1-ig házi őrizetben volt. Közben 1948 decemberében koholt vádak alapján elítélték és kivégezték a házaspár Erzsébet nevű lányának férjét, Csornoky Viktort, szintén kisgazda politikust. Az 1956-os forradalom alatt férjével együtt a parlamentben tartózkodott. A Varsói Szerződésből való kilépést támogatta. 1961-ben megözvegyült. 1979-ben fiával együtt Szegedre költözött, majd 1984-től a budapesti Albert Schweitzer Református Szeretetotthonban ápolták haláláig.